# Meurtres à Cayenne
Pour plus de détails, voir Fiche technique et Distribution.
Meurtres à Cayenne est un téléfilm français de la collection Meurtres à..., écrit par Apsita Berthelot-Cissé et Sabine Dabadie et réalisé par Marc Barrat. Ce téléfilm a été diffusé pour la première fois, en Belgique, le 29 mars 2020 sur La Une, en France le 14 novembre 2020 sur France 3
et est prévu sur RTS Un.

## Synopsis
Au pied du Fort Cépérou, à Cayenne, le corps d'un biologiste est retrouvé égorgé avec d'étranges signes sur le corps. La veille, il avait participé au bal des Touloulous. La capitaine Cassandra Molba et le lieutenant Antoine Lagarde sont chargés de l'enquête. Une quête de vérité qui fait face à la modernité et aux croyances guyanaises. 

## Fiche technique
Sauf indication contraire ou complémentaire, les informations mentionnées dans cette section proviennent du générique de fin de l'œuvre audiovisuelle présentée ici.
- Réalisation : Marc Barrat
- Scénario et dialogue : Apsita Berthelot-Cissé et Sabine Dabadie
- Sociétés de production : Eloa Prod, en coproduction avec France Télévisions, Be-Films la RTBF, avec le soutien de la Collectivité territoriale de Guyane, le partenariat du CNC, la participation de TV5 Monde, du Fonds Images de la diversité
- Producteurs : France Zobda et Jean-Lou Monthieux
- Directeur de production : Stéphane Guéniche
- Photographie : Étienne Saldes
- Musique : Krishoo Monthieux et Christophe Monthieux
- Décors : Serge Fernandez
- Montage : Nicolas Pechitch
- Costume : Éric Perron
- Pays d'origine :  France
- Langue originale : français
- Genre : policier
- Durée : 90 minutes
- Date de première diffusion :
  -  : 29 mars 2020, sur La Une[1]
  -  : 14 novembre 2020 sur France 3

## Distribution
Sauf indication contraire ou complémentaire, les informations mentionnées dans cette section proviennent du générique de fin de l'œuvre audiovisuelle présentée ici.
- Philippe Caroit : Antoine Lagarde
- Nadège Beausson-Diagne : Cassandra Molba
- Anne Caillon : Marguerite Thiégo
- Rani Bheemuck : Ophélie Tinkali
- Alexis Tiouka : André Tinkali
- Stany Coppet : Orla Tinkali
- Louis-Karim Nébati : Clément Marigny
- Marielle Salmier : Gladys Ho-Tang
- France Zobda : Joséphine
- Serge Abatucci : Gérald Villalongo
- Jean-Christophe Marsy : Bertrand Thiégo
- Patrick Moreau : le commissaire
- Ricky Tribord : Thierry
- Steve Elina : flic de l'hôpital
- Jessica Martin : le gynécologue
- Georges Fichet : le légiste
- Grégory Alexander : l'avocat de Villalongo
- Olivier Auguste : Amérindien
- Isabelle Sandrine : jeune femme association
- Stéphane Desroziers : représentant OMS

## Audience
- Audience :  France : 4,85 millions de téléspectateurs (première diffusion) (18,8 % de part d'audience)[2]

## Tournage
Le téléfilm a été tourné du 17 juillet au 13 août 2019 en Guyane, plus exactement à Cayenne, à Awala-Yalimapo et dans les Îles du Salut. 260 figurants locaux ont participé au tournage.